# 西灣山 (西貢區)
西灣山（英語：Sai Wan Shan）是香港西貢東郊野公園的一個山峰，海拔314米，得名自山腳下的西灣。

## 地理
西灣山位於西貢半島萬宜水庫以東，大浪灣以南，浪茄灣以北。山頂上設有地政總署的三角測量站。西灣山是西貢東郊野公園的一部分，而區域上則屬於西貢區。
麥理浩徑第二段取道西灣山山脊，通過西灣山和吹筒坳，遊人可來住西灣、西貢西灣路（西灣亭）和浪茄等地。

## 環境
西灣山山徑沿途無樹蔭遮擋，居高臨下，為上佳的觀景點。漁農自然護理署在M23和M25標距柱旁，以及吹筒坳都建有涼亭，可供遊人休息。
山徑沿途都可以看到廣闊的萬宜水庫。山頂上的景色只是一般，因為該處有矮樹叢遮蔽了東面的風景，但西面仍可看到水庫。
但在山頂以北，M025和M026標距柱之間有一個西灣山觀景台。該處可一次過眺望大浪灣的四個海灘——西灣、東灣、大灣和鹹田灣，以及蚺蛇尖、米粉頂、東灣山和大蚊山等山。
而山頂以南，則可見到浪茄灣、浪茄仔，海灣兩旁的山峰和海岬（東北面的為長岩頂、罾棚角頂和罾棚角；西南面則為獨孤山和標尖角）、糧船灣及其附近島嶼，以及一望無際的南海。

## 圖片

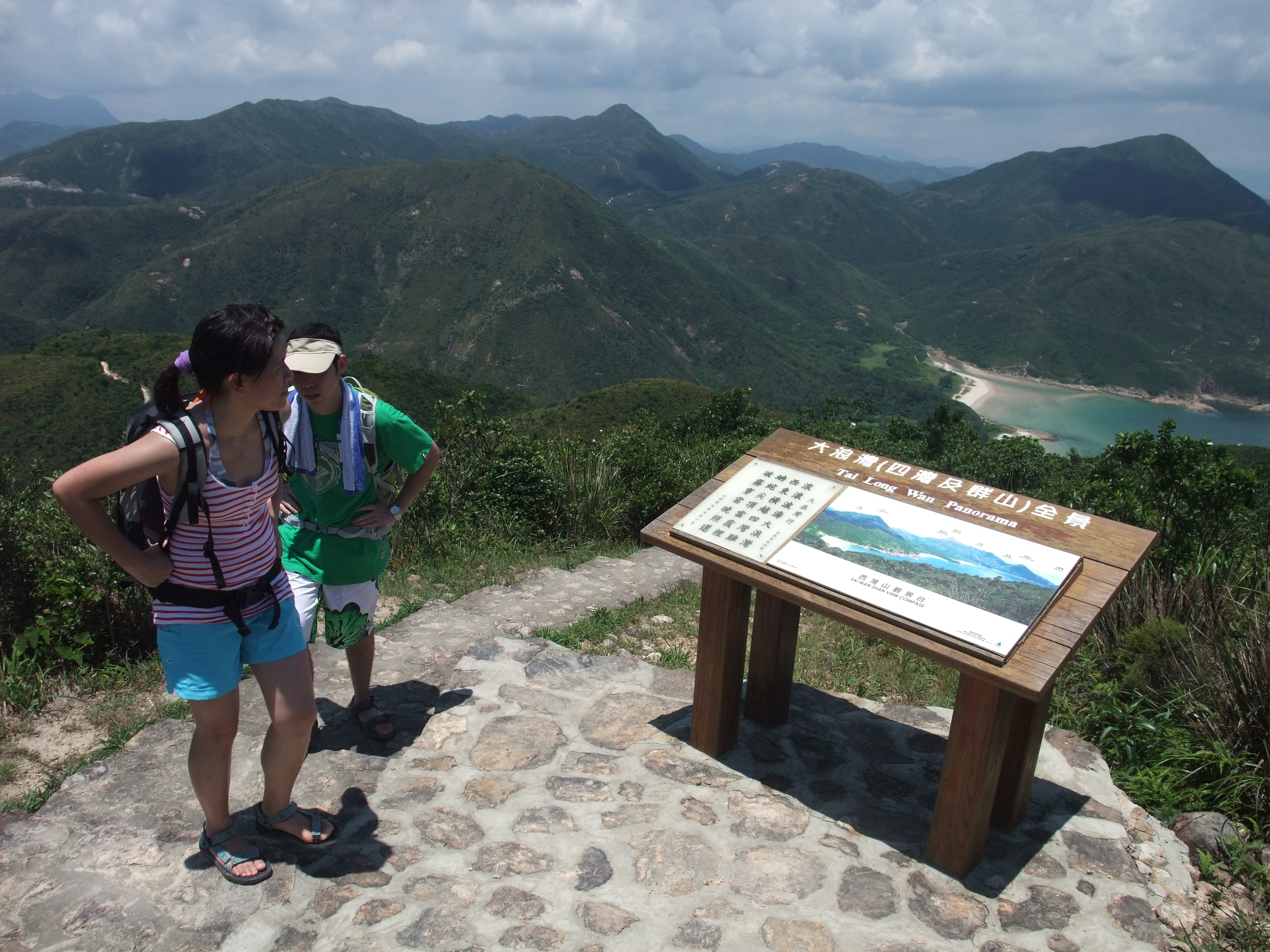
西灣山觀景台
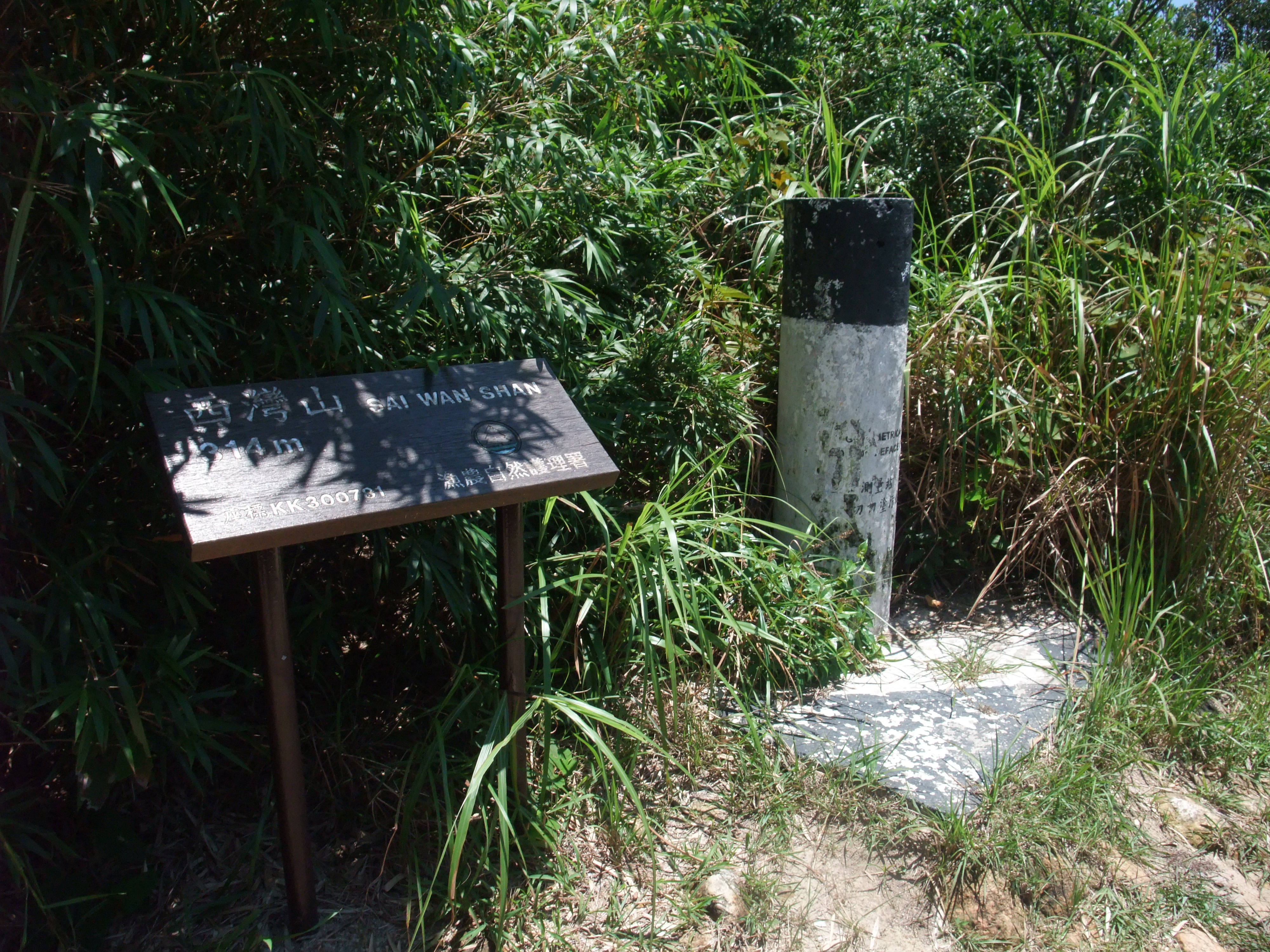
三角測量站
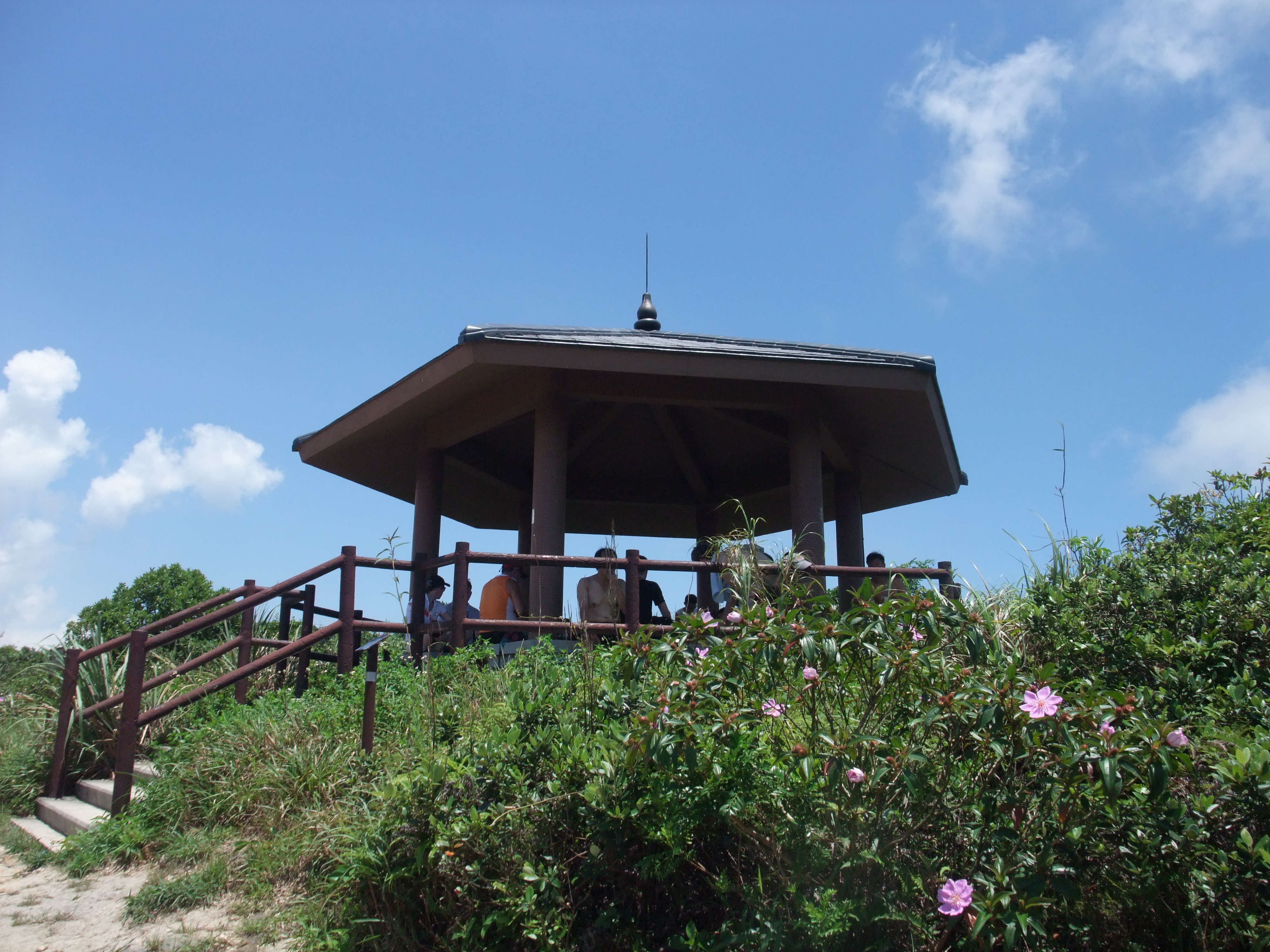
M025標距柱旁的涼亭（近山頂）
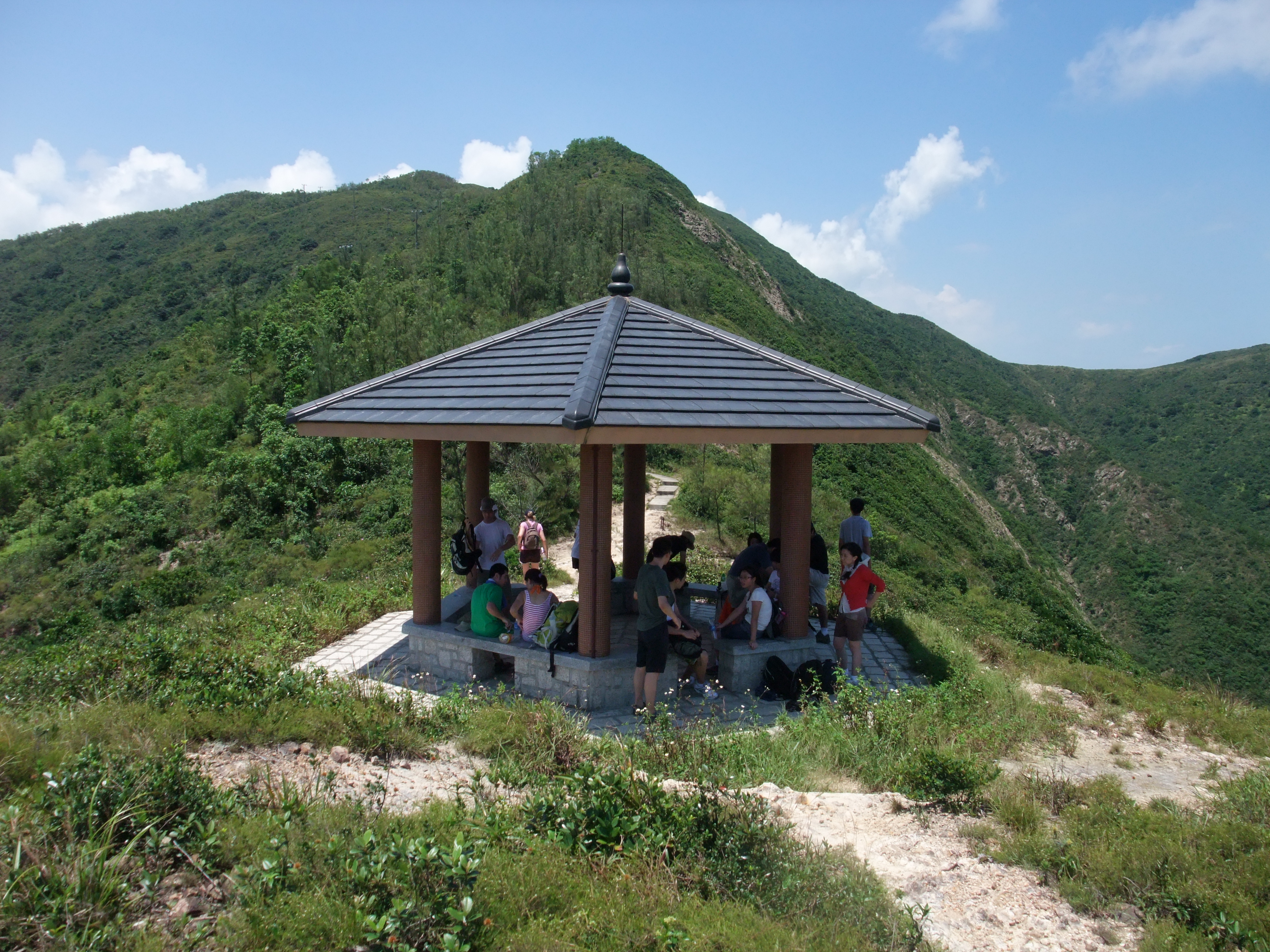
M023標距柱旁的涼亭（近南面山腰）